# Леандро Самароні
Леандро Да Роса Фернандеш Самароні або просто Леандро Самароні (порт.-браз. Leandro Da Rosa Fernandes Samaroni / Leandro Samaroni; нар. 25 червня 1971, Рібейра, Сан-Паулу, Бразилія) — бразильський футболіст, центральний захисник та опорний півзахисник. Після закінчення кар'єри працював тренером та футбольним агентом.
|  | Міцно встати в житті на ноги мені допомогла футбольна кар'єра в Росії |

## Кар'єра гравця
Народився в місті Рібейра, що знаходиться в штаті Сан-Паулу. В ранньому дитинстві Леандро разом з сім'єю переїхали до міста Пірасікаба, де пройшло його дитинство.
Розпочав футбольну кар'єру 1987 року в клубі XV листопада з Пірасікаби. У 1993 році перейшов до клубу «Понте-Прета», а потім грав у скромних бразильських командах «Брагантіно», «Новурізонтіну», «Ітуано», де отримував 60 доларів преміальних за перемогу і регулярно затримувалася заробітна плата. Також він грав у складі одного з лідерів футболу Бразилії, клубу «Греміо», з яким Самароні став чемпіоном штату Ріо-Гранді-ду-Сул у 1995 році.
Влітку 1996 року став одним із перших легіонерів ЦСКА із далекого зарубіжжя, провів половину сезону в оренді та відзначився 2-ма голами у 13-ти поєдинках. Після цього Самароні повернувся до Бразилії і провів половину сезону в клубі «Віла-Нова», з якою Леандро посів третє місце у чемпіонаті штату Гояс, поступившись у півфіналі турніру клубу «Гояс».
У липні 1997 року знову виїхав до Росії, до клубу «Торпедо» (Москва), який викупив трансфер футболіста. У «Торпедо» Самароні запросив колишній наставник бразильця до ЦСКА Олександр Тарханов, колишній шанувальником бразильського футболу. Спочатку керівництво «Торпедо» хотіло взяти Леандро в оренду, побоюючись, що бразилець не зможе заграти у новій команді, але керівники «Віли-Нови» наполягали на продажу гравця, що в підсумку й сталося. У складі «Торпедо» Самароні провів 2 сезони, провівши 31 матч та відзначився 2-ма голами.
Влітку 1998 року перейшов у стан чемпіона Росії, клуб «Спартак» (Москва), дебютувавши за «червоно-білих» 29 червня, але не зміг завоювати місце в основному складі, провів лише 14 матчів. Після цього Самароні перейшов до тульського «Арсеналу», який грав у першій лізі чемпіонату Росії. В «Арсеналі» провів півтора сезони, провів 52 матчі та відзначився 4-ма голами.
Влітку 2000 року Олександр Тарханов, тренер Самароні по ЦСКА та «Торпедо», запросив свого колишнього підопічного до себе в клуб «Крила Рад». У самарському клубі став одним із лідерів оборони команди, за яку грав 2,5 роки, провівши 52 матчі та відзначився 2-ма м'ячами. 24 серпня 2002 року, з нагоди відходу з «Крил», клуб організував бразильцеві прощальний матч.
З «Крил Рад» перейшов до клубу першого дивізіону «Рубін», де став першим в історії клубу бразильцем у команді. У перший же сезон вийшов з «Рубіном» у Прем'єр-лігу чемпіонату Росії, але в «Рубині» більшу частину часу проводив на лаві запасних. Він виконував функції перекладача та допомагав облаштуватись у клубі іншим бразильцям, Роні та Алоїзіо. Вже під час гри за «Рубін» почав замислюватися про тренерську кар'єру.
Завершив кар'єру в клубі «Терек» у 2003 році. На презентації в «Тереку», яка проходила в Гудермесі, автобус з командою пройшов декілька блокпостів, що справило незабутнє враження на Самароні.

## По завершенні кар'єри гравця
Завершивши кар'єру гравця, Самароні розпочав кар'єру тренера, очоливши клуб «Уніао Барбаренсе», яким керував з квітня по грудень 2004 року та з березня по вересень 2005 року, а з січня по березень 2005 року працював асистентом головного тренера Юрія Панфілова у вище вказаному клубі. Він навіть намагався влаштувати в цей клуб своїх співвітчизників, які грали в Росії Карлоса Алберто та Анжело, які жили у злиднях.
Після виходу з «Уніао Барбаренсе» Самароні розпочав діяльність з пошуку талановитих гравців у Бразилії та допомоги в їх переходах, займаючись агентською діяльністю без ліцензії; зокрема, допоміг працевлаштувати до московського «Локомотиву» Селсіньо. Леандро регулярно відвідував на матчах юнацьких команд Бразилії, де шукав молодих талантів для клубів Східної Європи.
У 2008 році працював помічником Зіку в клубі «Буньодкор».

## Особисте життя
Коли Самароні почав грати в Росії, його дружина Крістіана разом із сином Матеусом пішла від Леандро.
Після цього познайомився з Еланою, яка мала двох дочок від першого шлюбу та займалася продажем кормів для тварин, і переїхав до неї жити в місто Санта-Барбара-д'Уесті, пара одружилася в 2007 році.
Улюблена їжа Самароні — чай та родзинки, до яких футболіст пристрастився в Росії.

## Досягнення
- Ліга Гаушу
  -  Чемпіон (1): 1995
- Прем'єр-ліга Росії
  -  Чемпіон (1): 1998
- Кубок Росії
  -  Володар (1): 2003/04[5]